# Sungaya inexpectata
Sungaya inexpectata är en insektsart som beskrevs av Oliver Zompro 1996. Sungaya inexpectata ingår i släktet Sungaya och familjen Heteropterygidae. Inga underarter finns listade i Catalogue of Life.

## Som Husdjur
S. inexpectata säljs som husdjur under namnet "filippinsk vandrande pinne". Alla spökskräckor har ofullständig metamorfos och ömsar hud flera gånger. Även som fullvuxna saknar de vingar. Arten har könsdimorfism, med större honor än hanar. Fullvuxna honor väger ca 5 gram och är 80-85 mm långa, medan hanarna är smalare i formen och 50-56 mm långa. Båda könen bär taggar på huvudet som liknar en krona. Honorna har ett tydligt äggläggningsrör. Honorna kan både föröka sig könligt (lägga befruktade ägg) och genom partenogenes (obefruktade ägg). Arten har en stor färgvariation i olika bruna nyanser och är väl kamouflerade mot en bakgrund av bark och grenar. Om de lever i en fuktig miljö kan de även utveckla en grön nyans.